# شارنو سور أن
شارنو سور أن (بالفرنسية: Charnoz-sur-Ain)‏ هي بلدية فرنسية تقع في إقليم الآن في فرنسا. رمز إنسي لها هو:1088. أما الرمز البريدي لها فهو: 1800.